# Club Atlético Quilmes (Florida)
El Club Atlético Quilmes es una institución deportiva fundada el 6 de febrero de 1936, actualmente se desempeñan diferentes disciplinas como lo son el fútbol, el fútbol de salón, el hockey y el básquetbol.
Cuenta con una cancha principal de fútbol 11 iluminada y con riego artificial, una cancha alternativa de entrenamiento y cancha de baby futbol.
También posee 2 canchas de fútbol sintético una de ellas techada.

## Historia
El club fue fundado el 6 de febrero de 1936 y ha participado desde entonces tanto en el campeonato local de Florida como de la Copa Nacional de Clubes, la cual ganó en 1985.
El 29 de junio de 2022 el club hizo historia al ser el primer equipo OFI en derrotar por Copa AUF Uruguay a un equipo AUF, cuando derrotó a Platense por 2 a 0.

## Uniformes
El uniforme titular consta de camiseta azul, con la V blanca, pantalón y medias azules, mientras que el alternativo de camiseta blanca con la V azul, pantalón blanco y medias blancas.

## Trofeos
- Torneo Nacionales Copa el País: 1985.[1]
- Torneo Preparación: 1946, 1957 y 1994.
- Torneo Local Ciudad de Florida: 1944, 1948, 1974, 1983, 1986, 1990 y 1992.
- Campeonato Clausura: 1995 y 1996.
- Campeonato Departamental: 1974, 1981, 1983, 1988 y 1992.
- Campeonato Liguilla: 1980, 1981, 1982, 1988, 1994, 1996, 2004, 2005 y 2007.
- Campeonato Zona Sur: 1974, 1984, 1985 y 1993.
- Primer Club del Interior al Campeonato Integración AUF-OFI: 1993.
- Campeón de Liga: 1981, 1982, 1983, 1988, 1992, 2019, 2022 y 2024